# Chaganbulage
Chaganbulage (kinesiska: 查干布拉格, 查干布拉格苏木) är en socken i Kina. Den ligger i den autonoma regionen Inre Mongoliet, i den norra delen av landet, omkring 690 kilometer sydväst om regionhuvudstaden Hohhot.
Genomsnittlig årsnederbörd är 230 millimeter. Den regnigaste månaden är juli, med i genomsnitt 57 mm nederbörd, och den torraste är december, med 1 mm nederbörd.